# Et puis la terre
Et puis la terre est le titre d'un single du Collectif A.S.I.E. (« Artistes Solidaires Ici pour Eux ») en faveur des sinistrés des séisme et tsunami de 2004 dans l'océan Indien.
Un collectif de soixante chanteurs enregistre un titre dont les bénéfices sont destinés aux victimes du tsunami. Patrick Bruel voulait aider à sa façon, il écrit la chanson Et puis la terre avec Marie-Florence Gros et Amanda Sthers. Regroupés sous le Collectif A.S.I.E (Artistes Solidaires Ici pour Eux), plusieurs artistes se joignent à son invitation et enregistrent le titre.

## Liste des artistes
Ont participé à la chanson et/ou au clip :
- Anggun
- Amel Bent
- Axelle Red
- Axel Bauer
- Alain Chamfort
- Alain Souchon
- Bernard Lavilliers
- Cali
- Catherine Lara
- Charles Aznavour
- Chimène Badi
- Claire Keim
- Corneille
- Dani
- Daniel Levi
- Dany Brillant
- Elsa
- Étienne Daho
- Francis Cabrel
- Garou
- Gérald De Palmas
- Gérard Darmon
- Isabelle Boulay
- Jean-Pierre Marcellesi
- Johnny Hallyday
- Jean-Jacques Goldman
- Jean-Louis Aubert
- Julien Clerc
- Julie Zenatti
- Jenifer
- Karen Mulder
- Lââm
- Lara Fabian
- Laura Presgurvic
- Laurent Voulzy
- Leslie
- Liane Foly
- Lionel Tim
- Lorie
- Lynnsha
- M. Pokora
- Maurane
- Maxime Le Forestier
- Michael Jones
- Michel Fugain
- Mimie Mathy
- Nâdiya
- Natasha St-Pier
- Nolwenn Leroy
- Ophélie Winter
- Pascal Obispo
- Passi
- Patrick Bruel
- Patrick Fiori
- Sandrine Kiberlain
- Sofia Mestari
- Tragédie
- Véronique Sanson
- Vincent Delerm
- Willy Denzey
- Yannick Noah
- Yves Duteil
- Zazie

## Certification
| Région                                                                                                 | Certification | Ventes/Streams |
| --- | ------------- | -------------- |
| France (SNEP)                                                                                          | Diamant       |                |
| *Ventes selon la certification ^Mise en rayon selon la certification xNon précisé par la certification |               |                |